# مسیر ۵۹ ایالت اوهایو
مسیر ۵۹ ایالات اوهایو (به انگلیسی: Ohio State Route 59)
مسیر ۵۹ ایالت اوهایو بزرگراهی شرقی-غربی است که در بخش شمالی اوهایو یکی از ایالات آمریکا قرار دارد و از راونا شروع و به شهر دیگری در غرب اوهایو به نام اکرون پایان می‌یابد.